# Георге Слъничану
Георге Слъничану (на румънски: Gheorghe Slăniceanu) е румънски офицер, генерал, два пъти военен министър на Румъния (27 април 1876 – 1 април 1877 и 28 април 1880 – 8 юни 1881) и три пъти началник на генералния щаб на Румънската армия (27 април – 18 август 1877, 29 юли 1878 – 22 февруари 1879 и 1882 – 1883).

## Биография
Георге Слъничану е роден на 23 април 1835 г. в Букурещ. Завършва Офицерското училище в Букурещ през 1854 г. Постепенно се изкачва във военната йерархия, като в края на краищата получава голямо влияние над командването и организацията на румънските въоръжени сили. Реформира Генералния щаб и командването на оперативния апарат на армията.
През 1877 г. заедно с крал Карол I и Йон Братиану уговарят участието на Румъния в Руско-турската война (1877 – 1878) с император Александър II и княз Николай Николаевич (командир на Действуващата Руска армия на Балканския фронт). Като военен министър и началник на генералния щаб на армията в периода на Румънската война за независимост, част от Руско-турската война (1877 – 1878), заедно с генерал Александру Чернат, командва похода на юг в румънските военни действия по българските земи. Ръководи се по създадения от него и генерал Чернат „План за мобилизация, концентриране и стратегически действия на фронта южно от страната“ (Planul de mobilizare, concentrare şi acoperire strategică a frontierei de sud a ţării).
След войната заема няколко поста в Румънската армия. Изучава военното изкуство на различни нации и се опитва да го синтезира в командването на Румънската армия. Умира на 12 януари 1885 в Сан Ремо, Италия.